# II. Montuhotep
II. Montuhotep (ur.: kb. i. e. 2060 – i. e. 2010) az egyiptomi XI. dinasztia ötödik uralkodója. Egyesítette az addig széttagolt Nílus-völgyet, ezért sokszor vele kezdik a Középbirodalmat. A XI. dinasztia közepére tett korszakváltás miatt sokszor I. Montuhotep néven említik, mivel Manethón történeti munkájában is ő a dinasztia első királya. Ma már azonban legtöbbször I. Montuhotepként a dédapját nevezik meg.

## Élete
III. Antef és I. Iah gyermekeként született. Testvére II. Noferu, akit később feleségül vett. Hosszú ideig uralkodott, a torinói királylista szerint 51 évig.
Amikor a hatalom rá szállt, az uaszeti (Théba) királyok befolyási övezete már a Nílus első zuhatagától Hahninszu (Hérakleopolisz Magna) határáig terjedt. Mégis hosszú időbe telt, amíg a X. dinasztiát végleg legyőzte, majd birodalmához csatolta a Deltavidék addig önálló, apró városkirályságait is. Csak uralkodásának tizennegyedik évében tört ki egy lázadás Abdzsuban, amely miatt hadba vonult, és ha már összeszedte a hadsereget, tovább is ment.
Az északi sikerek lehetővé tettek már núbiai kalandokat is. Dejr el-Bahariban egy olyan sírt tártak fel, amelyben hatvan elesett katonát temettek el. Ezek a harcosok Núbiában haltak meg, de testüket hazaszállították, hogy egyiptomi földben nyugodjanak. Ez a déli hadjárat ugyanabban az évben, a tizennegyedik uralkodási évben volt, mint az abdzsui lázadás. Azt nem tudni, van-e összefüggés a két esemény között. Elképzelhető, hogy a lázadók a hadsereg távollétét akarták kihasználni. Talán erről az eseményről beszél III. Heti, amikor a Merikarének szóló intelmekben Abdzsu visszafoglalását említi, de ez nagyon bizonytalan. Annyi biztos, hogy Abdzsu sokáig ütközőzóna volt a X. és XI. dinasztia között.
A végső győzelem kivívásáról érdekes módon nincsenek információink. A X. dinasztia államának beolvasztása és a Deltavidék annektálása nagy jelentőségű események voltak, mégsem szerepelnek II. Montuhotep egyetlen feliratában sem.

## Államszervezése
A birodalom egyesítése után II. Montuhotep az állam átszervezésébe kezdett.
A trónra lépése előtti több mint egy évszázadban — az első átmeneti korban — Egyiptom egyes régióiban a legnagyobb hatalom a nomarkhészek avagy területi kormányzók kezében összpontosult. Hatalmuk az Óbirodalom utolsó évtizedeiben egyre nőtt; az Óbirodalom összeomlásához és az első átmeneti kor megosztott kormányzásához részben a fáraó központi kormányának hatalomvesztése vezetett.
II. Montuhotep olyan, erősen központosított államot hozott létre, amelynek központjában a fáraó állt. Az óbirodalom óta először újra vezírt nevezett ki, és ő lett a fáraó után legnagyobb hatalmú tisztviselő. A vezír feladata volt a fáraó palotájának és a birodalom mindennapjainak felügyelete.
A régiók kormányzata nagyrészt megőrizte az első átmeneti korban kialakult jellegét. A helyi kormányzók többsége megtartotta hatalmát, ám II. Montuhotep számos új, hozzá hű kormányzót is kinevezett.
Az egyesítés után az egész birodalom irányítása nagy kihívást jelentett a kormányzat számára, hiszen II. Montuhotep trónra léptekor csak az ország fele fölött uralkodott. Az egyesítés után létrehozott pozíciók célja a nagyobb állam hatékonyabb irányítása volt.

## Építkezései
II. Montuhotep sok helyen építkezett. Felújíttatta a Tefib által feldúlt abdzsui temetőben Dzser sírját, amely már nem az ezer évvel korábban meghalt király tiszteletét szolgálta, hanem inkább az Ozirisz-kultuszét. Dzser nyughelye zarándokhellyé lett másfél ezer éven át. Abu (Elephantiné) szigetén felújíttatta Szatet templomát. El-Todban templomot emeltek Montunak, Dejr el-Bahariban hatalmas halotti templomot építettek, ami mintául szolgált később Hatsepszut halotti templomához.
A halotti templom mögötti burkolt terület alatt találtak hat aknasírt, amelyben hat nőt temettek el. Henhenet, Kemszit, Kawit, Szadeh, Asait és Mit valamennyien 20 évnél fiatalabbak voltak, legfiatalabbjuk (Mit) alig  ötéves  lehetett. Ezekhez közel fekszik Tem anyakirályné sírja is, aki II. Montuhotep utódjának, III. Montuhotepnek az anyja. Valamivel távolabb észak felé a „királyi feleség”, II. Noferu sírja fekszik. Ez utóbbi a XVIII. dinasztia kora óta nyitva állt, mivel Hatsepszut templomának építésekor az építési területre esett.
Sírhelye a szaffsírból továbbfejlesztett építmény. Az udvar itt vízszintes, és fedett oszlopcsarnokba torkollik. Ebből indul a sziklasírhoz a folyosó.

## Titulatúra
II. Montuhotep három különböző titulatúrával szerepel a forrásokban. Valószínűleg az uralkodóneveit a Nílus-völgy egyesítésének folyamatában többször megváltoztatta.
A fáraók titulatúrájának magyarázatát és történetét lásd az Ötelemű titulatúra szócikkben.
| G5 |

| G5 |

| S29 | S34 | F34 · N16 · N16 |

| S29 | S34 | F34 · N16 · N16 |

| S29 | S34 | F34 · N16 · N16 |

| S29 | S34 | F34 · N16 · N16 |

| G5 |

| G5 |

| S29 | S34 | F34 · N16 · N16 |

| S29 | S34 | F34 · N16 · N16 |

| S29 | S34 | F34 · N16 · N16 |

| S29 | S34 | F34 · N16 · N16 |

| G39 | N5 | \| \| |
|     |    |       |

|  |

| G39 | N5 | \| \| |
|     |    |       |

|  |

| Y5 · V13 | w | R4 · t · p | A1 |

| Y5 · V13 | w | R4 · t · p | A1 |

| Y5 · V13 | w | R4 · t · p | A1 |

| Y5 · V13 | w | R4 · t · p | A1 |

| Y5 · V13 | w | R4 · t · p | A1 |

| Y5 · V13 | w | R4 · t · p | A1 |

| Y5 · V13 | w | R4 · t · p | A1 |

| Y5 · V13 | w | R4 · t · p | A1 |

| G39 | N5 | \| \| |
|     |    |       |

|  |

| G39 | N5 | \| \| |
|     |    |       |

|  |

| Y5 · V13 | w | R4 · t · p | A1 |

| Y5 · V13 | w | R4 · t · p | A1 |

| Y5 · V13 | w | R4 · t · p | A1 |

| Y5 · V13 | w | R4 · t · p | A1 |

| Y5 · V13 | w | R4 · t · p | A1 |

| Y5 · V13 | w | R4 · t · p | A1 |

| Y5 · V13 | w | R4 · t · p | A1 |

| Y5 · V13 | w | R4 · t · p | A1 |

A fáraók titulatúrájának magyarázatát és történetét lásd az Ötelemű titulatúra szócikkben.
| G5 |

| G5 |

| R8 | S2 |

| R8 | S2 |

| R8 | S2 |

| R8 | S2 |

| G5 |

| G5 |

| R8 | S2 |

| R8 | S2 |

| R8 | S2 |

| R8 | S2 |

| G16 |

| G16 |

| R8 | S2 |

| R8 | S2 |

| G16 |

| G16 |

| R8 | S2 |

| R8 | S2 |

| G8 |

| G8 |

| N29 | H6 | H6 |

| N29 | H6 | H6 |

| G8 |

| G8 |

| N29 | H6 | H6 |

| N29 | H6 | H6 |

| M23 | L2 |

| M23 | L2 |

| ra · nb | Aa5 |

| ra · nb | Aa5 |

| ra · nb | Aa5 |

| ra · nb | Aa5 |

| ra · nb | Aa5 |

| ra · nb | Aa5 |

| ra · nb | Aa5 |

| ra · nb | Aa5 |

| M23 | L2 |

| M23 | L2 |

| ra · nb | Aa5 |

| ra · nb | Aa5 |

| ra · nb | Aa5 |

| ra · nb | Aa5 |

| ra · nb | Aa5 |

| ra · nb | Aa5 |

| ra · nb | Aa5 |

| ra · nb | Aa5 |

| G39 | N5 | \| \| |
|     |    |       |

|  |

| G39 | N5 | \| \| |
|     |    |       |

|  |

| Y5 · n · V13 | w | R4 · t · p |

| Y5 · n · V13 | w | R4 · t · p |

| Y5 · n · V13 | w | R4 · t · p |

| Y5 · n · V13 | w | R4 · t · p |

| Y5 · n · V13 | w | R4 · t · p |

| Y5 · n · V13 | w | R4 · t · p |

| Y5 · n · V13 | w | R4 · t · p |

| Y5 · n · V13 | w | R4 · t · p |

| G39 | N5 | \| \| |
|     |    |       |

|  |

| G39 | N5 | \| \| |
|     |    |       |

|  |

| Y5 · n · V13 | w | R4 · t · p |

| Y5 · n · V13 | w | R4 · t · p |

| Y5 · n · V13 | w | R4 · t · p |

| Y5 · n · V13 | w | R4 · t · p |

| Y5 · n · V13 | w | R4 · t · p |

| Y5 · n · V13 | w | R4 · t · p |

| Y5 · n · V13 | w | R4 · t · p |

| Y5 · n · V13 | w | R4 · t · p |

A fáraók titulatúrájának magyarázatát és történetét lásd az Ötelemű titulatúra szócikkben.
| G5 |

| G5 |

| F36 | N16 · N16 |

| F36 | N16 · N16 |

| F36 | N16 · N16 |

| F36 | N16 · N16 |

| G5 |

| G5 |

| F36 | N16 · N16 |

| F36 | N16 · N16 |

| F36 | N16 · N16 |

| F36 | N16 · N16 |

| G16 |

| G16 |

| F36 | N16 · N16 |

| F36 | N16 · N16 |

| G16 |

| G16 |

| F36 | N16 · N16 |

| F36 | N16 · N16 |

| G8 |

| G8 |

| N29 | S9 |

| N29 | S9 |

| G8 |

| G8 |

| N29 | S9 |

| N29 | S9 |

| M23 | L2 |

| M23 | L2 |

| ra · nb | P8 |

| ra · nb | P8 |

| ra · nb | P8 |

| ra · nb | P8 |

| ra · nb | P8 |

| ra · nb | P8 |

| ra · nb | P8 |

| ra · nb | P8 |

| M23 | L2 |

| M23 | L2 |

| ra · nb | P8 |

| ra · nb | P8 |

| ra · nb | P8 |

| ra · nb | P8 |

| ra · nb | P8 |

| ra · nb | P8 |

| ra · nb | P8 |

| ra · nb | P8 |

| G39 | N5 | \| \| |
|     |    |       |

|  |

| G39 | N5 | \| \| |
|     |    |       |

|  |

| Y5 · n · V13 | G43 | R4 · X1 · Q3 |

| Y5 · n · V13 | G43 | R4 · X1 · Q3 |

| Y5 · n · V13 | G43 | R4 · X1 · Q3 |

| Y5 · n · V13 | G43 | R4 · X1 · Q3 |

| Y5 · n · V13 | G43 | R4 · X1 · Q3 |

| Y5 · n · V13 | G43 | R4 · X1 · Q3 |

| Y5 · n · V13 | G43 | R4 · X1 · Q3 |

| Y5 · n · V13 | G43 | R4 · X1 · Q3 |

| G39 | N5 | \| \| |
|     |    |       |

|  |

| G39 | N5 | \| \| |
|     |    |       |

|  |

| Y5 · n · V13 | G43 | R4 · X1 · Q3 |

| Y5 · n · V13 | G43 | R4 · X1 · Q3 |

| Y5 · n · V13 | G43 | R4 · X1 · Q3 |

| Y5 · n · V13 | G43 | R4 · X1 · Q3 |

| Y5 · n · V13 | G43 | R4 · X1 · Q3 |

| Y5 · n · V13 | G43 | R4 · X1 · Q3 |

| Y5 · n · V13 | G43 | R4 · X1 · Q3 |

| Y5 · n · V13 | G43 | R4 · X1 · Q3 |